# Estación de Roma Tuscolana
La estación de Roma Tuscolana es una estación de ferrocarril ubicada en el distrito Tuscolano de Roma, gestionada por la empresa Rete Ferroviaria Italiana.
Utiliza la línea Tirrenica y sirve a las líneas suburbanas FL1 (Orte-Fiumicino Aeroporto), FL3 (Roma Ostiense-Capranica-Viterbo Porta Fiorentina) y FL5 (Roma Termini-Civitavecchia).
Ofrece conexión con la línea A del Metro de Roma (estación Ponte Lungo) y con autobuses urbanos.